# Suzuki Active Vent System
SAVS staat voor: Suzuki Active Vent System.
Dit is een systeem van Suzuki-motorfietsen met een membraan in het carter tussen de krukas en de versnellingsbak waardoor de carterdruk wordt gereduceerd en de zuigerveren beter afdichten. Het werd toegepast op de Suzuki RM-Z 450 viertakt-crossmotor in 2005. Het is dus een soort carterventilatie.